# Gammanema cancellatum
Gammanema cancellatum är en rundmaskart som beskrevs av Gerlach 1955. Gammanema cancellatum ingår i släktet Gammanema och familjen Choniolaimidae. Inga underarter finns listade i Catalogue of Life.